# إيما فينوكين
إيما فينوكين (من مواليد 22 ديسمبر 2002) هي راكبة دراجات بريطانية وويلزية. إنها بطلة العالم الاتحاد الدولي للدراجات (UCI) لعام 2023 في سباق السرعة الفردي للسيدات، وهي ثالث بريطانية (بعد فيكتوريا بندلتون وبيكي جيمس) وثاني امرأة ويلزية (بعد جيمس) تفوز باللقب العالمي.

## مهنة ركوب الدراجات
بعد أن فازت سابقًا بميداليتين فضيتين في بطولة المضمار الوطنية البريطانية لعام 2020، أصبحت فينوكين بطلاً بريطانيًا عندما فازت بحدث سباق السرعة الجماعي في بطولة المضمار الوطنية البريطانية لعام 2022. كما حصلت على ميدالية فضية وميداليتين برونزيتين في نفس البطولة.
في وقت لاحق من ذلك العام، ذهبت فينوكين للفوز بالميداليات البرونزية في كل من سباق السرعة وسباق الفريق في دورة ألعاب الكومنولث.
كانت فينوكين نجمة بطولة المضمار الوطنية البريطانية لركوب الدراجات لعام 2023، بعد أن فازت بأربعة ألقاب وطنية (ليرتفع إجمالي ألقابها إلى 5). لقد كانت تجربة 500 متر، وسبرينت، وكيرين، ولقب العدو الثاني للفريق. في بطولة الاتحاد الدولي للدراجات (UCI) العالمية لركوب الدراجات على المضمار لعام 2023 في غلاسكو، في مضمار كريس هوي الوطني، حصلت على أول لقب كبير لها عندما حصلت على الميدالية الذهبية في مسابقة سباق السرعة للسيدات، بفوزها على ليا فريدريش من ألمانيا في النهائي. وهي أول امرأة بريطانية تفعل ذلك منذ بيكي جيمس في عام 2013. خلال تصفيات سباق 200 متر، سجلت رقمًا قياسيًا بريطانيًا جديدًا ووقتًا قياسيًا جديدًا لمستوى سطح البحر قدره 10.234 ثانية. وكانت أيضًا جزءًا من فريق العدو السريع لفريق السيدات البريطاني الذي حصلت على الميدالية الفضية في نفس المنافسة.

## الحياة الشخصية
فينوكين هى أحد أقارب طيار سلاح الجو الملكي البريطاني السابق في الحرب العالمية الثانية قائد الجناح بادي فينوكين.

## النتائج الرئيسية
2022
بطولات المسار الوطنية
- سباق السرعة للفريق الأول (مع ريان إدموندز ولوري توماس)
- ألعاب الكومنولث
- سباق الفريق الثالث (مع ريان إدموندز ولوري توماس)
- السباق الثالث

بطولة العالم الاتحاد الدولي للدراجات (UCI) Track
- سباق السرعة للفريق الثالث (مع لورين بيل وصوفي كيبويل)

2023
بطولات المسار الوطنية
- سباق السرعة للفريق الأول (مع كاتي مارشانت ولوري توماس)
- العدو الأول
- كيرين الأول
- أول 500 م وقت تجريبي

بطولة العالم الاتحاد الدولي للدراجات (UCI)
- العداءة الأولى
- المركز الثاني، حائزة على الميدالية الفضية في سباق السرعة الجماعي
- بطولة UEC الأوروبية
- المركز الثاني، حائزة على الميدالية الفضية سبرينت
- المركز الثاني، حائزة على الميدالية الفضية في سباق السرعة الجماعي

2024
بطولة UEC الأوروبية
- العداءة الأولى
- المركز الثاني، حائزة على الميدالية الفضية في سباق السرعة الجماعي